# David Angell
Pour les articles homonymes, voir Angell.

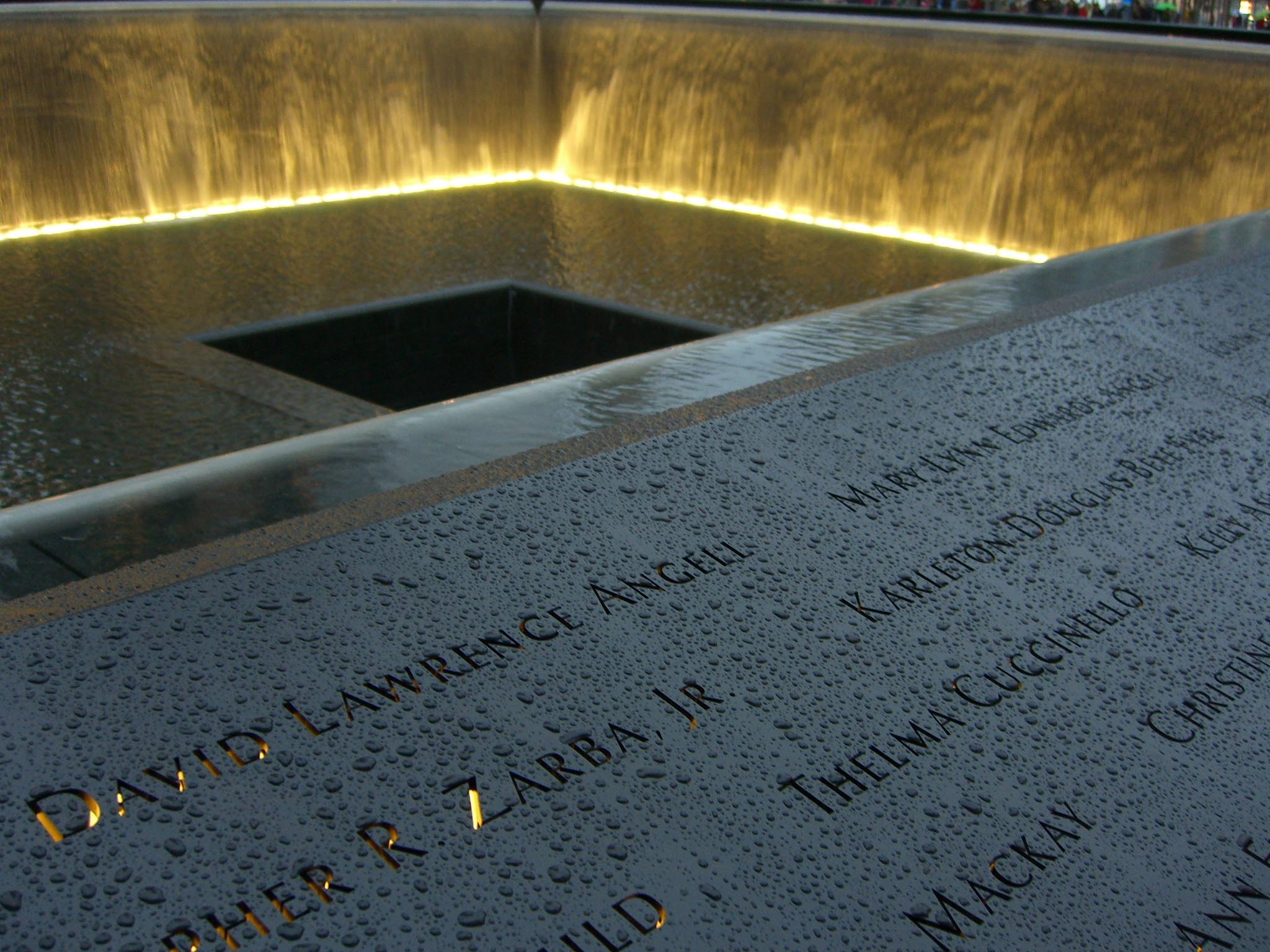
Le nom de David Angell et de sa femme au Mémorial du 11-Septembre.

David Lawrence Angell, né le 10 avril 1946 à Barrington et mort le 11 septembre 2001 à New York, est un producteur américain de sitcoms.

## Biographie
Angell a remporté plusieurs Emmy Awards en tant que créateur et producteur exécutif, avec Peter Casey et David Lee, de la série Frasier.
Angell est mort, avec sa femme, à bord du vol 11 American Airlines, le premier avion qui a percuté le World Trade Center au cours des attentats du 11 septembre 2001.

## Postérité
L'American Screenwriters Association décerne chaque année en l'honneur de David Angell le David Angell Humanitarian Award destiné à un individu de l'industrie du spectacle qui a contribué à améliorer les conditions humaines.